# Quint Cecili Metel Cèler
Quint Cecili Metel Cèler (llatí: Quintus Caecilius Q. f. Q. n. Metellus Celer) va ser un magistrat romà fill probablement de Quint Cecili Metel Nepot. El dubte en el parentiu deriva del fet que Ciceró i Asconi l'anomenen frater (cosí o germà) de Cecili Metel Nepot el Jove i Asconi diu que era fill d'un Metel Nepot, net de Metel Baleàric i besnet de Metel Macedònic. Una enginyosa teoria de Manuzio diu que Metel Nepot el Vell va tenir dos fills, un de nom Quint i l'altre potser Luci. Aquest darrer, el personatge aquí tractat, hauria estat adoptat per un Quint Metel Cèler Orador, que només esmenta Ciceró, i llavors prengué el nom Quint i el cognom de Cèler.
L'any 66 aC va servir com a legat a l'exèrcit de Gneu Pompeu a Àsia i es va distingir per rebutjar amb fermesa un atac dels albanesos del Caucas (aghuans o aluanqs) dirigits pel seu rei Oroeses, mentre estava al seu campament d'hivern. Va tornar a Roma abans que Pompeu i l'any 63 aC va ser pretor, el mateix any que Ciceró va ser cònsol. Va donar suport durant l'exercici de la seva magistratura al partit aristocràtic, igual que altres membres de la seva família. Va impedir la condemna de Gai Rabiri que havia tret la bandera militar del turó Janícul.
Durant la conspiració de Catilina va cooperar amb Ciceró. Va tenir a càrrec seu els districtes Picentí i Senó i li va blocar els passos dels Apenins amb el que el va obligar a encarar al cònsol Gai Antoni Hibrida que avançava des d'Etrúria. L'any 62 aC va ser propretor amb títol de procònsol a la Gàl·lia Cisalpina, càrrec al qual Ciceró havia renunciat, ja que no estava disposat a abandonar Roma. Encara que Metel i Ciceró havien col·laborat estretament, es va enfadar molt quan l'orador va atacar el seu germà Metel Nepot.
L'any 61 aC Metel va ser cònsol electe i per la seva influència va impedir la celebració de la Compitàlia que un tribú de la plebs volia celebrar en contra d'un senatus consultum (decret del senat) que ho prohibia. A final d'any va bloquejar junt amb altres les peticions dels publicans sobre terres d'Àsia, que volien rebaixar els impostos sobre l'agricultura, però finalment van obtenir el que demanaven el 59 aC de Juli Cèsar.
Va ser cònsol l'any 60 aC junt amb Luci Afrani, instrument de Gneu Pompeu que l'havia elevat a aquella dignitat. Pompeu estava ansiós per obtenir l'aprovació dels seus actes a Àsia i volia una cessió de terres per als seus soldats. Però Afrani no era un home amb capacitat i energia suficients per a servir-li gaire, i Metel va frustrar tots els seus plans, ja que Pompeu i no Cèsar era considerat l'enemic més formidable de l'aristocràcia. Aquesta oposició va conduir Pompeu a les mans de Cèsar i va preparar així la caiguda de la república.
Es va oposar amb fermesa a la llei agrària del tribú de la plebs Luci Flavi, que beneficiava els veterans de Pompeu, fins al punt que el tribú va ordenar el seu empresonament, però ni així va aconseguir dominar la seva oposició i finalment la llei va ser retirada. Va actuar amb tanta energia i decisió a favor de l'aristocràcia que Ciceró l'anomenava egregius consul (cònsol excel·lent).
Publi Clodi era cosí germà de Metel (Clodi era fill de la germana del pare de Metel) i a més era el seu cunyat, ja que estava casat amb Clòdia, germana de Clodi. Però aquestes connexions familiars no li van impedir que quan Publi Clodi va mostrar la seva predilecció pel partit democràtic, l'ataqués amb totes les seves forces.
Com a cònsol podia exercir el proconsolat a una província l'any 59 aC, però ni aquest any ni el següent (58 aC) va sortir de Roma. El 59 aC era a Roma per oposar-se a la llei agrària de Cèsar (que era cònsol). Va morir l'any 58 aC tan inesperadament que se'l va suposar enverinat per la seva dona Clòdia, amb la que va viure infeliç i que li era infidel. Va ser probablement pare de Cecília Metel·la.